# 井底之蛙
井底之蛙，源于《庄子·外篇·秋水》中的一则寓言故事，成语“井底之蛙”和“坐井观天”均出自这则寓言，被用来比喻和讽刺眼光狭隘且自以为是的人。

## 原文
《庄子·秋水》一开始讲述了河伯和北海的对话，秋天黄河涨水，河面陡然变宽，宽到连对岸的牛羊都无法看清。河伯洋洋自得，以为自己很了不起，但当其来到入海口看到大海之时，才知道自己何等渺小。北海说道：“井蛙不可以语于海者，拘于虚也”。
本篇其后又讲述了井蛙的完整故事，说得是一只青蛙住在一个埳阱 之中，某一天遇到了一只来自东海的巨鳖。青蛙对鳖说：“你看我多快乐啊，出去可以在井边跳来跳去，回来了可以在井里的洞中休息，在水中可以只把头和嘴巴露出来，还可以把脚踩在软软的泥里。那些虾米、螃蟹、蝌蚪哪个能比得上我？我就是这一井之主，多么地快乐！你干嘛不常到井里来看看呢？”那只巨鳖于是想进到井里，可井却小得连脚都放不进去。鳖对青蛙说：“你见过大海吗？其阔何止千里？其深何止千仞？大禹治水之时十年中有九年洪水，也没有使大海水量增加，商汤之时八年中有七年旱灾，海水也没有减少多少。大海如此不受洪水大旱的影响，这才是住在东海的大快乐呢。”井里的青蛙听了，惊呆了，方才知道自己所居之地是何等的微不足道。

## 演变
《庄子》这则寓言本无标题，原文中有“井蛙”、“井之蛙”的字样。后人将其演化为“井底之蛙”和“坐井观天”的成语。
在庄子稍后的《荀子·正论》中有“坎井之蛙”的说法，写道“浅不足与测深，愚不足与谋知，坎井之蛙，不可与语东海之乐。”
在《后汉书·马援列传》中记载，东汉的马援曾对隗嚣说：“子阳井底蛙耳，而妄自尊大，不如专意东方。” 这是将《庄子》这则寓言概括为“井底之蛙”的出处。
《庄子》原文中并没有提到井蛙“观天”的情节，从其“出跳梁乎井干之上”的情节看，井蛙是可以跳出井口而看到整个天空的，只是它从未到过大海，所以眼界狭小。而“坐井观天”一词最早见于唐朝人韩愈的《原道》一文，此文写道：“坐井而观天，曰天小者，非天小也。”
后来，清代的《说岳全传》附会说北宋靖康之变后徽钦二帝被俘至金国囚禁于陷阱之中而“坐井观天”， 但这种说法并无历史根据。
后人对井底之蛙的寓言还有进一步改编，例如，该故事以“坐井观天”为标题入选中华人民共和国的小学二年级教材，内容由青蛙与鳖的对话改为了青蛙和小鸟的对话。也因此这个寓言故事和衍生的两个成语在中国大陆广为人知。